# Papaver aculeatum
Espèce
Papaver aculeatum est une espèce de plantes à fleurs dicotylédones de la famille des Papaveraceae, sous-famille des Papaveroideae. C'est une plante herbacée originaire d'Afrique australe.
C'est une plante annuelle ou vivace à courte durée de vie (3 ans), aux fleurs orange ou rouges, pouvant atteindre 40 à 60 cm voire 1,5 mètre de haut. C'est la seule espèce du genre Papaver endémique de l'hémisphère Sud.
Étymologiel'épithète spécifique, aculeatum, est un adjectif latin qui signifie « piquant, portant des aiguillons », en référence aux feuilles et tiges épineuses.

## Description
Papaver aculeatum est une plante herbacée annuelle ou vivace à courte durée de vie (3 ans), qui pousse à partir d'une racine pivotante, et atteint une hauteur de 0,1 à 1,5 m au moment de la floraison. Hispide, glabre ou épineuse, elle forme une touffe basse et ramifiée avec des tiges épineuses. Les feuilles, vert clair ou gris-vert, pétiolées, à poils raides épars, atteignant 15 cm de long, sont profondément divisées (doublement pennatiséquées), avec des segments de 2 à 4 mm de large,.
Les fleurs solitaires, très fugaces, en forme de coupe peu profonde, sont portées par de longues tiges dressées. Le calice comprend 2 ou 3 sépales. La corolle se compose de 4 ou 6 pétales d'environ 12 mm de long, aux bords légèrement ondulés, de couleur orange, rouge ou parfois rose saumon, parfois avec une tache plus profonde à la base de chaque pétale. Les étamines en nombre indéfini, aux filaments délicats et brun-marron, ont des anthères jaune vif ou marron clair, et sont disposées en cercle autour de l'ovaire. L'ovaire vert proéminent, ovoïde ou claviforme, présente 5 à 11 stigmates rayonnants, sessiles. En saillie dans la cavité de l'ovaire, les placentas sont recouverts d'ovules indéfinis.  
Le fruit est une capsule en forme de massue étroite, d'environ 15 mm de long sur 6 à 8 mm de diamètre, déhiscente par de minuscules pores sous le bord de la surface stigmatique discoïde. Il produit des masses de graines minuscules, brunes, en forme de disque,,.

### Cytologie
Papaver aculeatum est une espèce diploïde comptant 22 chromosomes (2n = 2x = 22), donc avec un nombre chromosomique de base x = 11. Ce résultat a été observé sur des spécimens provenant d'Australie et d'Afrique du Sud. Toutefois en Afrique du Sud on a également observé des cas avec 2n = 24, 25 ou 26. Parmi les autres espèces du genre Papaver, seule Papaver somniferum présente des cas avec 2n = 22, et seule Papaver setigerum avec 2n = 44 présente le même nombre chromosomique de base égal à 11. Toutes les autres espèces du genre Papaver ont un nombre de base égal à 6, plus rarement 7.
Cela laisse penser que les deux espèces Papaver somniferum et Papaver aculeatum pourraient avoir une origine commune. 

## Distribution et habitat
L'aire de répartition originelle de Papaver aculeatum comprend toutes les provinces d'Afrique du Sud, et s'étend dans les pays voisins, Eswatini (Swaziland), Lesotho et Namibie. L'espèce est répandue et commune dans les régions intérieures les plus froides de l'Afrique du Sud, en particulier dans les provinces du Cap-Oriental, de l'État libre et du Gauteng. 
L'espèce a également été signalée dans l'est et le sud-est de l'Australie (Nouvelle-Galles du Sud, Queensland, Australie du Sud, Tasmanie, Victoria), ainsi que sur les îles King et Flinders en Tasmanie, où elle a probablement été introduite. 
Cette plante pousse dans des habitats très variés, sur le sable, le limon, le gravier et l'argile, jusqu'à des altitudes d'environ 3000 mètres. On la rencontre couramment dans des zones perturbées le long des routes, dans les champs cultivés, dans les habitats rocheux, parmi les rochers dans le lit des rivières, sur les pentes des collines et les falaises, et sur les plateaux ouverts parmi les broussailles.

## Synonymes
Selon Plants of the World Online  : 
- Papaver aculeatum var. pusillum F.Muell.
- Papaver gariepinum Burch. ex DC[1]
- Papaver horridum DC.
- Papaver multiflorum Burm.f.
- Papaver nudum Burm.f.

## Utilisation
Papaver aculeatum n'a pas d'usage médicinal, toutefois les Basotho utilisent les feuilles des jeunes plantes comme fines herbes en cuisine. 
La plante est parfois semée dans les jardins comme plante ornementale annuelle.